# سوانین‌درارینی
سوانین‌درارینی (به لاتین: Soanindrariny) یک منطقهٔ مسکونی در ماداگاسکار است که در Antsirabe II District واقع شده‌است. سوانین‌درارینی ۲۱٬۰۰۰ نفر جمعیت دارد و ۱٬۷۸۸ متر بالاتر از سطح دریا واقع شده‌است.